# 埃門 (荷蘭)

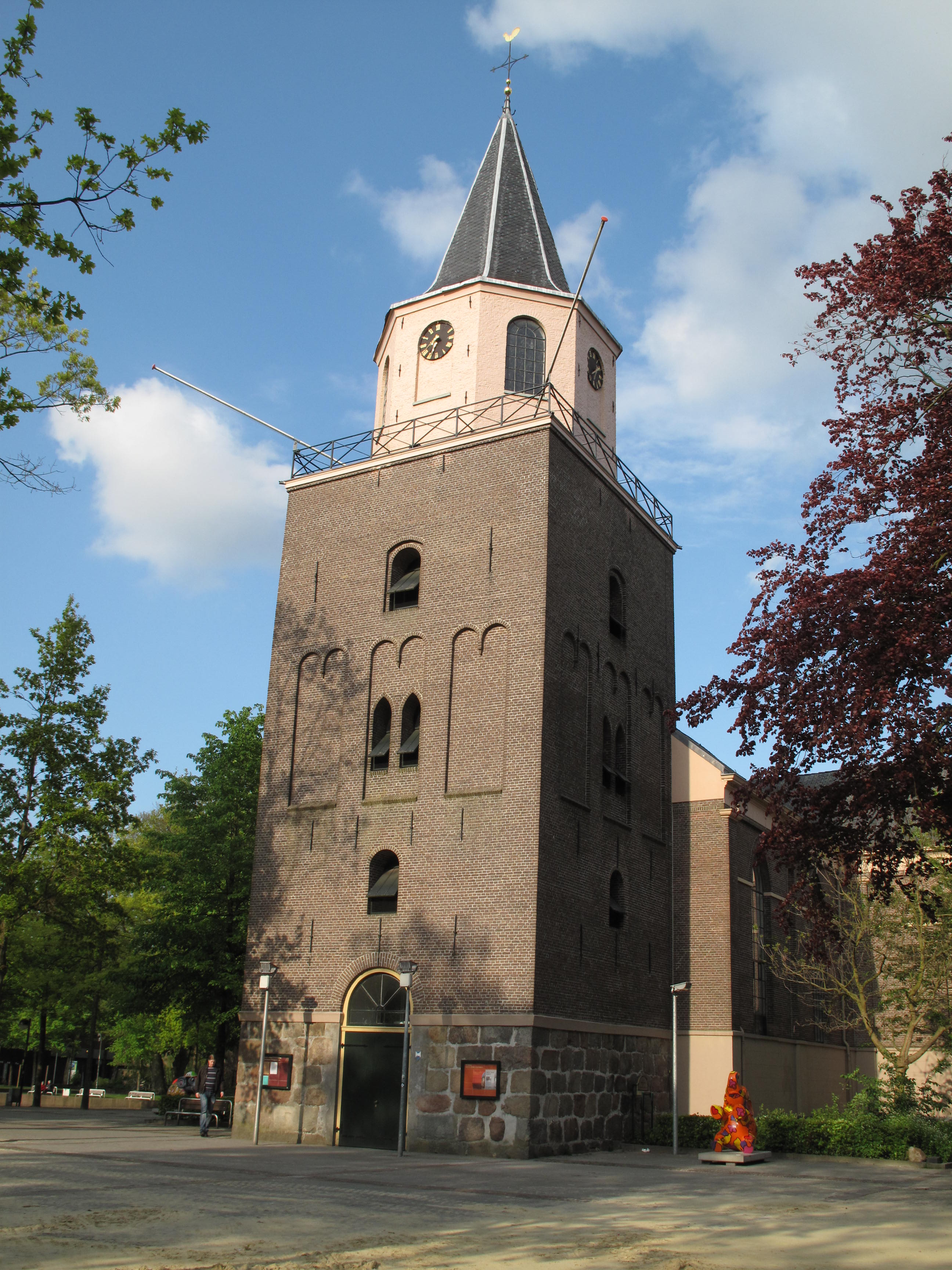

埃門（荷蘭語：Emmen，荷蘭語：[ˈɛmən] ⓘ）是荷蘭德伦特省的市镇，位於該國東北部，始建於十二世紀，面積346.29平方公里，該島自史前時代有人類居住，2012年人口108,887，人口密度為每平方公里323人。

## 外部連結
- Official Website（页面存档备份，存于）